# Antechinus adustus
Antechinus adustus é uma espécie de marsupial da família Dasyuridae. Endêmica da Austrália.
- Nome Científico: Antechinus adustus (Thomas, 1923)
- Sinônimo do nome científico da espécie: Antechinus stuartii adusta; Phascogale flavipes adusta;

## Características
Esta espécie assemelha a Antechinus stuartii, mas tem uma pelagem mais escura e mais longa. A parte superior é marrom de fundo bronzeado, a cauda é fina de cor castanha. Mede cerca de 9–11 cm de comprimento e a cauda de 8–10 cm, as fêmeas pesam cerca de 21-34 gramas e os machos de 30-42 gramas.
Esta espécie era considerada uma subespécie de A. Stuartii até ser separada em 2000.

## Hábitos alimentares
São insetisivoros de hábitos terrestres, mas hábeis escaladores;

## Caracteristicas de reprodução
Após o acasalamento no fim de Junho a Julho, os machos morrem. No inicio de agosto, algumas fêmeas tem filhotes nas bolsas, onde permanecem por quatro ou cinco semanas. Até o final de novembro os filhotes são desmamados. As fêmeas desta espécie possuem 6 tetas;

## Habitat
Vivem nas florestas tropicais pelo menos a 800m de altitude.

## Distribuição Geográfica
Floresta tropical de Paluma até o Monte Spurgeon no Norte de Queensland, Austrália;